# هوایگان‌سانان
هوایگان‌سانان (نام علمی: Aeromonadales) نام یک راسته از رده گاماپروتئوباکتریا است.
نام Aeromonad به معنی یگان هوادهنده (منتشرکننده گاز) است.